# Oreoscopus
Genre
Statut de conservation UICN

 EN A2bc+3c+4bc : En danger
Oreoscopus est un genre d'oiseaux de la famille des Acanthizidae.

## Liste des espèces
Selon la classification de référence du Congrès ornithologique international (version 6.4, 2016) :
- Oreoscopus gutturalis (De Vis, 1889)

Cette espèce est endémique du nord du Queensland.